# 吉田暁芳
吉田 暁芳（よしだ きょうほう、明治10年（1877年）9月27日 - 昭和44年（1969年）9月13日）は、明治時代から昭和時代の浮世絵師。

## 来歴
河鍋暁斎及び河鍋暁翠の門人。名はよ志（よし）、後に芳。暁芳は号。明治10年、京橋区銀座2の6で呉服屋を営む吉田嘉兵衛、吉田はるの三女（戸籍上）として生まれた。兄に幸次郎、姉にたね子がいた。父の嘉兵衛は千葉の士族の出身であったが、明治維新による改革のため、銀座の白木屋の向かいにて呉服屋を始めていた。母はるは会津藩井戸家の出身であったが、東京奠都により、広島から東京へ移り、呉服屋の吉田屋の養女に入ったといわれる。よ志は小さい時から、お転婆で、両親から「この子が男の子だったら」とよく言われていたといい、3歳頃までよく自分のことを「ボク」と言っていたという。明治の始めころ、暁斎が嘉兵衛の家を訪れた際、よ志が熱心に暁斎の様子を見ていたため、暁斎から、そんなに好きなら仕込んでやろうといわれ、入門することになった。『河鍋暁斎絵日記』の明治20年（1887年）8月24日の部分に母はるとともに暁斎を訪ねるよ志が描かれており、この頃に入門したと思われる。よ志の暁斎への入門には、絵に造形の深かった母はるの尽力が大きかった。河鍋家を訪れる際には必ず母とともに稽古に行き、「よし坊」といわれて可愛がられたという。以降、明治21年（1888年）3月6日を筆頭に同11日、16日、21日、26日、4月8日、同11日、22日、5月2日または3日、同16日、20日、6月3日、同6日、11日、21日、7月6日に暁斎宅を訪れた様子がみられ、同年8月24日には「銀座吉田ヤ」、「ゆかたとうし」と記され、浴衣、打箱が描かれている。そのような中、明治21年5月1日の箇所に銀座「芳」、「春」、「月謝壱円」とあり、この時に初めて漢字の「芳」が使用されており、よ志は名前の「よし」を、暁斎の師であった国芳の「芳」にするよう暁斎にいわれたと考えられ、以降は自ら「芳」の漢字を使用している。暁芳は、暁斎にとって最も若い女性の弟子として、師に忠実に師事した。残存する作品はきわめて少ない。
明治22年（1889年）、暁芳が12歳の時、暁斎が没した後は暁翠に師事して、絵と盆石を学んだ。暁翠の盆石は遠山流であり、暁芳もその流れを汲んで、曙遠山流の家元となった。盆石における名は、芳晴斎佳子といった。明治36年（1903年）、暁芳は長野の白鳥洋之助を婿に迎え、2男4女をもうけている。この洋之助の兄が当時の善光寺東京別院の住職であった。長男は清、長女は愛子、次女は豊子、三女は房子、四女は徳子、次男は嘉治といった。この嘉治の娘が嘉壽子である。
暁芳は信仰が深く、吉田家同様、井戸家も大変大事にして、好んで仏画を描いた他、おかめ、鍾馗、観音像、蛙や兎のような小動物など暁斎がよく描いたものを題材として描いた。描いた仏画は寺院に寄贈している。晩年は、能く描けないから、せめて印だけでも、と言って観音様やお地蔵様のスタンプを押した紙を寺院に納めると称して、朱印を集めていた。暁芳の代表作は、昭和の初めから昭和14年（1939年）までかけて完成させた「十六善神図」である。本図は、母はるが尊敬していた浅草の善光寺東京別院の当時の住職の依頼により描き上げたもので、同院に納められたといわれる。昭和31年（1956年）には銀座から港区白金今里町（現・白金台）に転居している。昭和43年（1968年）頃から、暁芳は毎日荷物をまとめては、同居していた孫の嘉壽子に「お世話になりましたね。明日銀座へ帰ります。」と告げていたという。最後まで、銀座のおばさんでいたかったようである。享年92。墓所は目黒区中目黒の長泉院。法名は香雲院寿誉暁芳大姉。

## 作品
- 「鍾馗図」 肉筆 村野嘉壽子所蔵
- 「布袋の川渡り」 肉筆 村野嘉壽子所蔵
- 「羅漢図」 絹本着色 村野嘉壽子所蔵
- 「十一面観音」 肉筆 善光寺東京別院所蔵
- 「観音図」 肉筆 善光寺東京別院所蔵
- 「出山の釈迦」 肉筆

## 参考図書
- 暁斎 第8号 河鍋楠美編 河鍋暁斎記念美術館、1981年
- 原色浮世絵大百科事典 第2巻 日本浮世絵協会編、1982年
- 暁斎 第77号 河鍋楠美編 河鍋暁斎記念美術館、2003年